# Хоккей с шайбой на зимних Олимпийских играх 2022
Соревнования по хоккею с шайбой на зимних Олимпийских играх 2022 года в Пекине прошли с 3 по 20 февраля 2022 года. 12 мужских и 10 женских команд разыграли два комплекта наград — в мужском и женском турнирах соответственно.

## Мужчины

### Участвующие команды
Своё участие на турнире гарантируют 12 сборных. 8 сборных квалифицировались по рейтингу ИИХФ-2019, который был составлен по итогам чемпионата мира по хоккею 2019 года. Это Канада, Россия, Швеция, Финляндия, Чехия, США, Германия и Швейцария. Также квалифицировалась Китай на правах страны-хозяйки.
Ещё три команды определились по результатам квалификационных турниров. Это Словакия, Латвия и Дания.

## Женщины

### Участвующие команды
Своё участие на турнире гарантируют 10 сборных. 6 сборных квалифицировались по рейтингу ИИХФ-2020, который был составлен после несостоявшегося чемпионата мира по хоккею 2020 года. Это США, Канада, Финляндия, Россия, Швейцария и Япония. Также квалифицировалась Китай на правах страны-хозяйки.
Ещё три команды определились по результатам квалификационных турниров. Это Чехия, Швеция и Дания.

## Спортивные объекты
| Укэсон-арена Вместимость: 9000 | Государственный дворец спорта Пекина Вместимость: 18 000 |
| ------------------------------ | -------------------------------------------------------- |
|                                |                                                          |
| Китай — Пекин                  |                                                          |